# Csíkszentimre
Csíkszentimre (románul Sântimbru, németül Sankt Emmerich) egy falu Romániában, Hargita megyében, Sântimbru központja.

## Fekvése
Csíkszentimre Csíkszeredától 11 km-re fekszik. A 12-es országúton Csíkszentkirályon át a 123A megyei útra térve közelíthető meg. Csíkszentkirálytól 4 km-re van. A Dél-Hargita keleti előterében, az Olt síkságán terül el. A község-test az Olt mindkét partján húzódik. Ferencz Béla: „Csíkvármegye monográfiája a legrégibb időktől napjainkig” című művéből tudjuk, hogy Csíkszentimre határa 11000 hold területen fekszik. Csíkszentimrét is, mint Csíkszentkirályt, az Olt két külön csoportra osztja.
Orbán Balázs szerint a község az Olt bal parti Bedecs pataka és a jobb parti Rege- és Bánya pataka Oltba ömlésénél fekszik. Orbán Balázs idejében az Olt jobb partján levő részt Oltelvének nevezték, amit Alszeg, Pálszeg, Sándorszeg és Felszeg tízesek alkotják, míg az Olt bal partján fekszik Bedecs és Tenkeszeg tízes.
A község fekvését nagyon pontosan írja le Benkő Károly (1853): „… a község „T” forma állásban északról délnek húzódik: - közepe az Olt nyugati partján, keleti része pedig kerekded.
Endes Miklós hét tízest jegyzett le: Sándorszeg, Pálszeg, Tenkeszeg, Oltelve, Alszeg, Felszeg és Bedecs tízest. Mivel az Oltelve elnevezés tulajdonképp összefoglaló neve az Oltón túli tízeseknek (Alszeg, Pálszeg, Sándorszeg és Felszeg), sem ezt, sem a Tenkeszeg elnevezést ma már nem használják. Én 1938-ban csak öt tízest jegyeztem fel a bemondások alapján: a) Alszeg (délre egy „Telek" nevű, kút melletti térség), itt van a Pálok utcája, b) Pálszeg (a Hargita felé), csak két kicsi utcája van, c) Sándorszeg (délre a Malom utca), d) Felszeg (Szentkirály felé) Balló Jenő utcája, Borvíz utca, Kénese (cs. n.) utcája, e) Bedecs, ekkorra  már összeolvadva, a hajdani Tenkeszeggel, itt vannak a Belső utca, Tankok utcája, Rózsa (?) piac (telek), Vasút utca, Czikó (cs. n.) utca, Templom alja, falurészek és utcák. Nem tudnak arról, hogy a főút valamikor máshol vezetett volna.

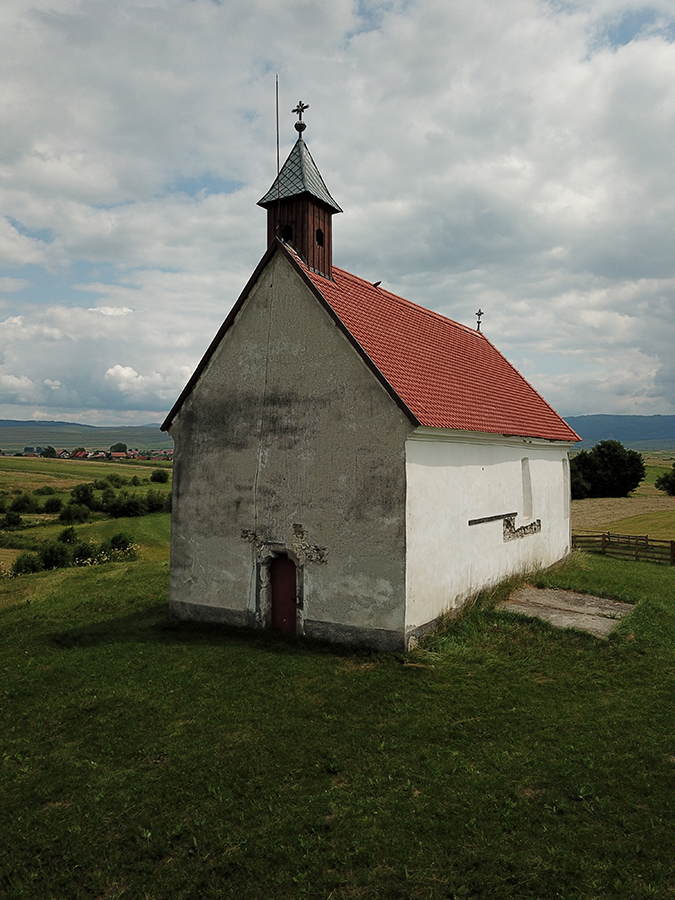
Csíkszentimre, Szent Margit kápolna madártávlatból

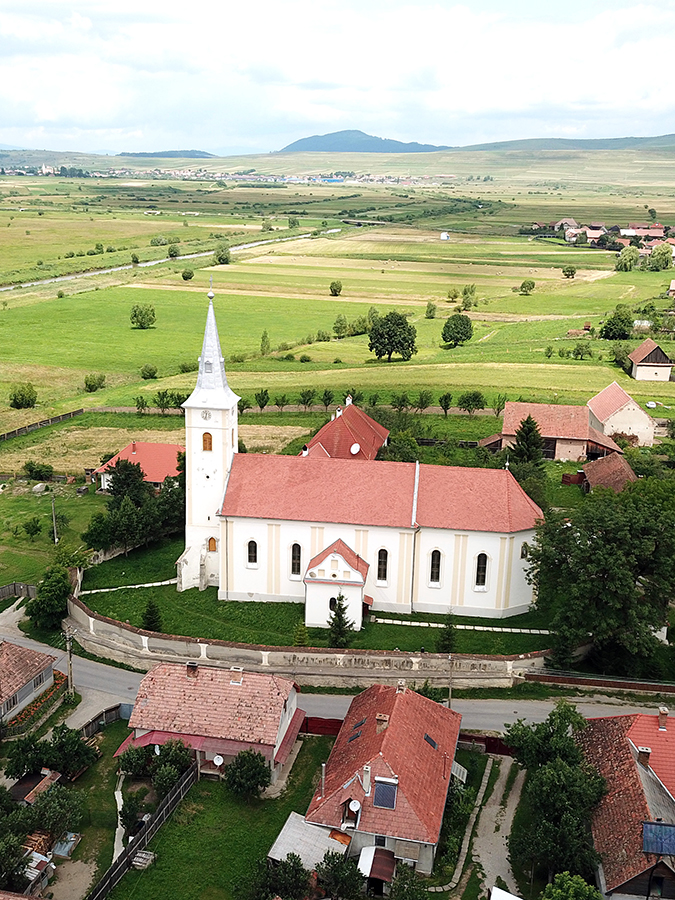
Csíkszentimre, erődített templom a magasból

## Nevének eredete
Középkori Szent Imrének szentelt templomáról kapta a nevét.

## Története
Területe ősidők óta lakott. A falutól északra a Zöldfák nevű területen 3. századi valamint 6. századi telep nyomaira bukkantak.
A szájhagyomány szerint a falu hajdan az Olton túl, az erdő alatt, a Tomaj nevű vár (föld-vár?) körül volt. A vár alapítójaként Tomaj Tamást nevezi meg. Itt is temetik el a nagy lovasvezért, és hű katonái nagyságához illő emléket hordtak holtteste fölé (Tomaj-domb?). Ez a Hargita lankáján, a Margit-kápolnán túl van, a községtől délnyugatra.  Tény az, hogy a Margit-kápolna körül „temetkezési hely” volt. A sok sírhant ma is jól látható. Ugyanakkor nem messze a kápolnától ma is egy helyet „Temető kertnek” neveznek. Amikor a traktorokkal mélyebb szántásokat kezdtek végezni e határrészben, főleg Margit-kápolna és Tomaj-dombja közt, nagyon sok olyan leletre találtak, amelyek egyértelműen valamikori településre utalnak. Ezek a leletek a csíkszeredai múzeumba kerültek.
A falunak már a 13. században volt temploma. Az 1332-34-es pápai tizedjegyzékben ugyan még nem szerepel, de mivel mai templomában XV. századból való nagy méretű szárnyas oltár maradványok találhatók és van egy szintén XV. századból való Margit-kápolnája a falutelepülésen kívül a Hargita lejtőjén, feltételezhető, hogy jóval előbb már létezett. Lehet, hogy kicsi és szegény egyház lévén, azért nincsen felvéve a pápai tizedjegyzékbe. Plébániatemploma gótikus volt. Apszisában még látszanak a boltsüvegek és a bordák helyei, de a barokk korban átalakították a templomot, sőt tornyát is. Mai oltárának háta mögött őrzik a XV. századból fennmaradt nagyméretű szárnyas oltárnak nyolc képét.
Az 1567-es adóösszeírás adatai szerint Bedecs (Bedechy) külön faluként 26 kapuval, míg Szentimre (Zent Emreh) 30 kapuval külön községnek van feltüntetve. Idővel Bedecs ( nevét a Bő tízez, vagyis dec -ből kaphatta -Bő deci- esetleg családnévből de ilyen nevű nincs mára a faluban, habár Bedechy családnév létezik a világban) amely megőrizte ősi elnevezését,  beleolvadt a szomszédos Tenkeszeg tízesbe. Mára már nem használják a Tenkeszeg tízes nevét pedig köztudott, hogy a templomot is oda építették. Bedecs a hajdani Bedecs (Konc) pataka mentén alakult ki, annak a folyása mentén, amiért egy véka aranyat adtak, hogy az élethez nélkülözhetetlen vizet kapjanak. És csak a folyó mentén létezett, fel a Zöldfákig. A régi Olt híd végében terült el, majd az út mentén dél irányban következett a másik tízes, akkor még teljesen különállóként egy ősi templommal, Tenkeszeg. Iskolája 1622-óta létezik.
A faluban 1702-ben boszorkányper volt. A falu déli részén, a Kúria-dombon áll a Henter család 18. századi barokk-reneszánsz kúriája – siralmas állapotban. A 18. század elején itt gyilkolták meg br. Henter Ádámot, 1764-ben itt tettek hűségesküt Csíkszék vezetői a császárnak. A Henter-kúriának különösen szép a lépcsős portikusza. Négyszögletes kőoszlopai reneszánsz díszítésűek.
1707-ben a falut az osztrákok fosztották ki, 1719-ben pestis pusztított, a 404 áldozatra a temető sarkán álló kőoszlop emlékeztet.
1910-ben 1788 magyar lakosa volt.
A trianoni békeszerződésig Csík vármegye Felcsíki járásához tartozott.

## Látnivalók

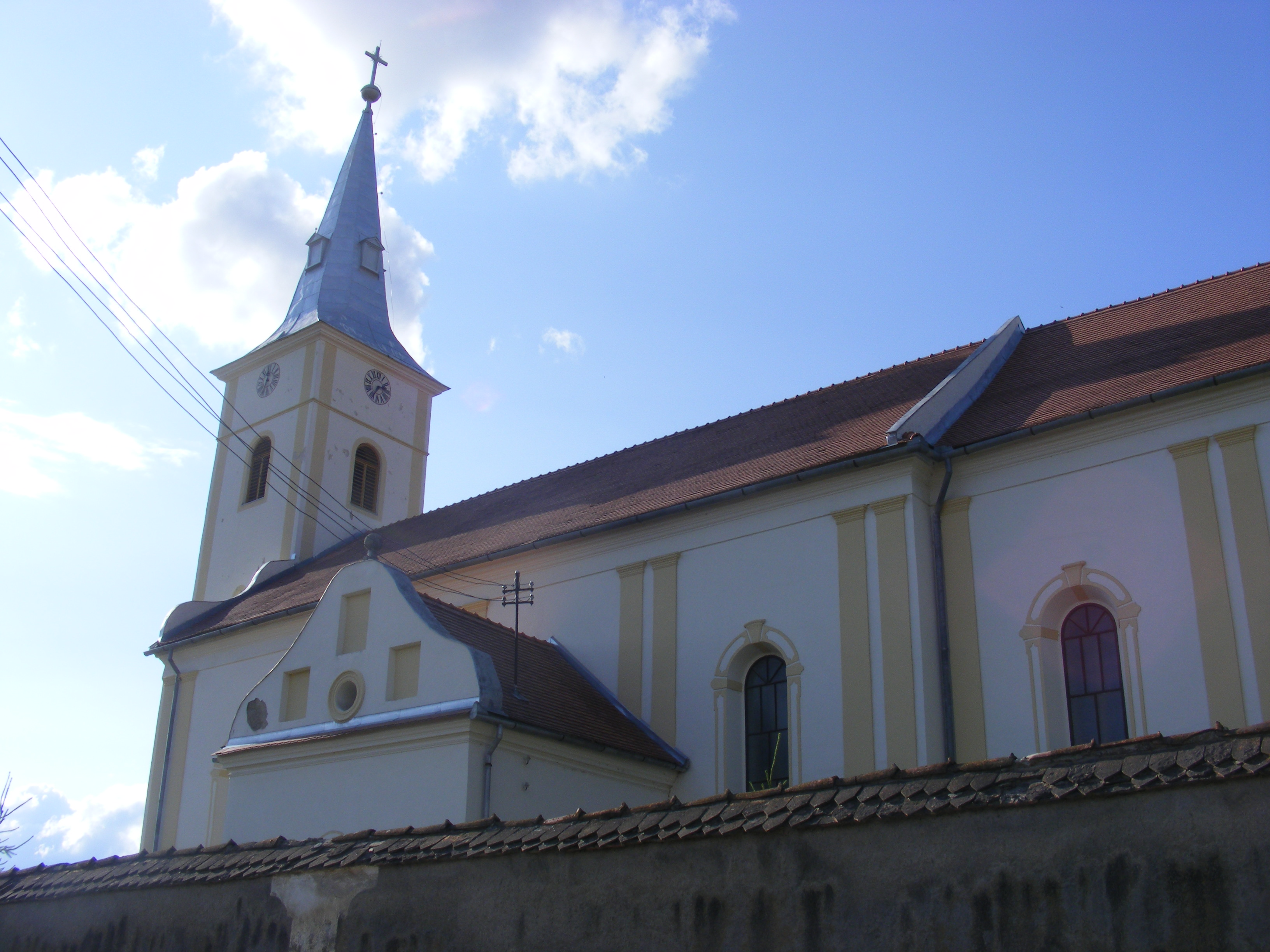
Csíkszentimre Szent Imre temploma

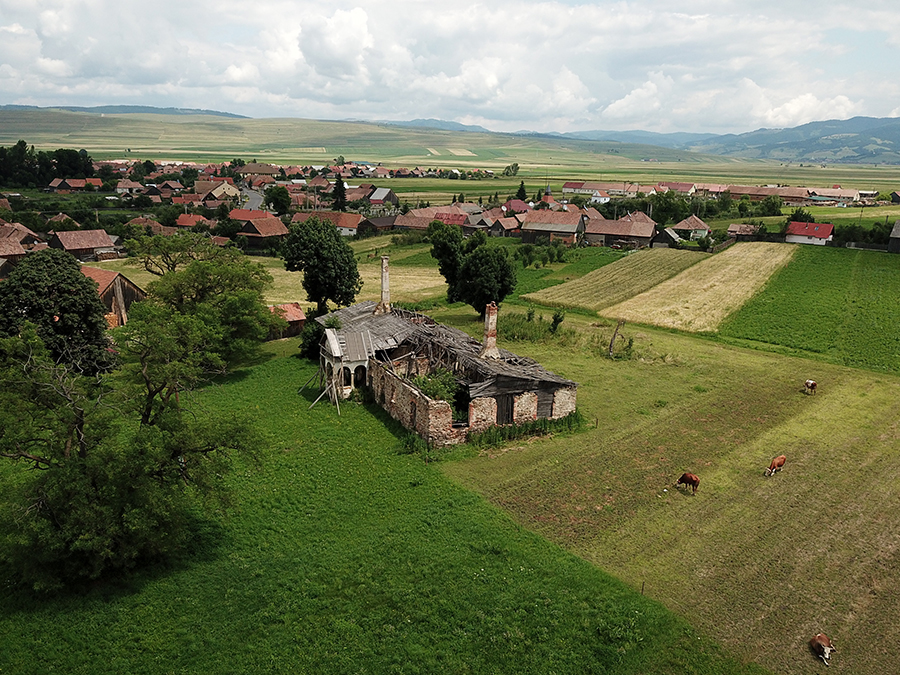
Csíkszentimre, Henter kúria - légi fotó

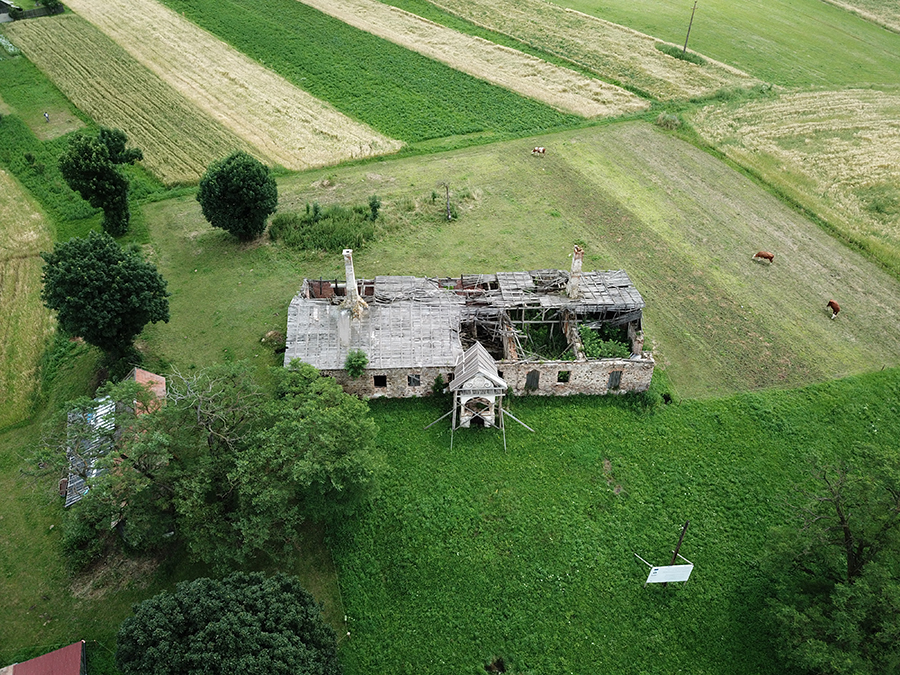
Csíkszentimre, Henter kúria - légi felvétel

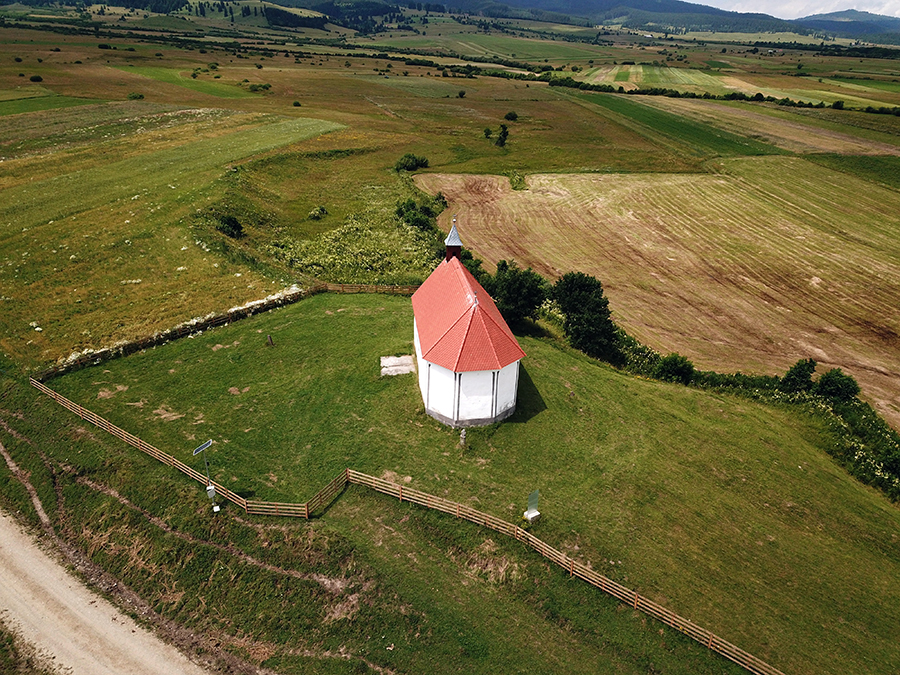
Csíkszentimre, Szent Margit kápolna légi fotón

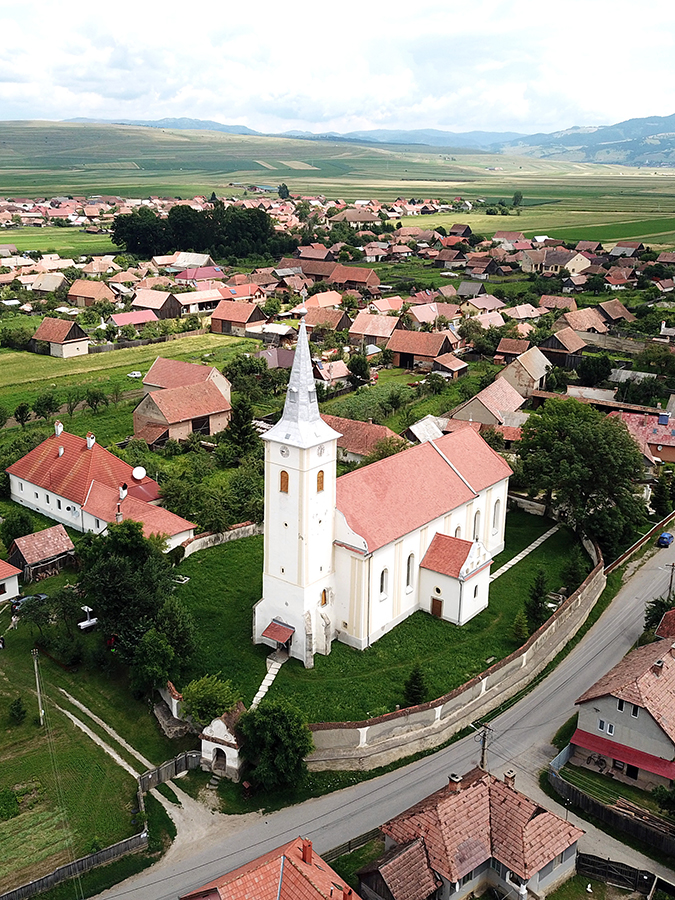
Csíkszentimre, erődített templom légi fotón

- Szent Margit-kápolnája az Olttól nyugatra az Alsó-Erdőalja mezőn található, a 14. században épült, korabeli freskók díszítik. A hagyomány szerint Tankó Margit emeltette 1661-ben, 1823-ban állították helyre. A  Margit-kápolna a község határában, egy dombon áll még, amelynek két magas és keskeny csúcsíves ablaka, leszelt ívű ajtókerete és egy XV. századbeli falfestmény töredéke az északi falon igazolja a korát, ezek a festmények nagyon értékesek a kápolna düledező falai védik és óvják őket. Az egyik falfestmény ma a Csíki-medence eddig ismert legnagyobb középkori falképe Volt ennek a kápolnának egy szerény kis reneszánsz szekrényű szárnyas oltára is, de a második világháború után tönkrement, a szomszédban lakó cigányok eltüzelték.

- Római katolikus temploma gótikus eredetű, 1776-ban kapta mai barokk alakját. Szárnyasoltára a 16. század elején készült, padlásáról több 15. század végi táblakép is került elő.. Ez a templom már 1776 előtt létezett. Ugyanis, most már létező adatok szerint , a mai formában álló templom 1776-ban épült “Tengerszeg tízes területén, az egyházközség és báró Henter Ádám költségén”, amikor egy régebbi templom gótikus, azaz csúcsíves elemei beépültek az új, többnyire barokk templomba. A templom középső részét, a hajót teljesen új formába öltöztetik. A régi templomból megmarad a torony és a szentély, de azok is átalakítva. A régi templom hálóboltozatának és gótikus záróköveinek csak a nyomai állapíthatók meg. A régi templomból falfestmények is maradtak meg.

Az 1776-os nagy átépítés alkalmával olyan munkát végeztek, hogy a Domus historia bejegyzését idézve, mely 1868 december 14-én történt: „…így jött létre azon templom, melynek Alcsíkon nincs hasonló mása.” De érdemes idézni az ugyanekkor történt bejegyzésből tovább is: „A templom északi oldalában épített kis kápolnát (Szt. József kápolna) maga B. Henter Ádám kellő csinnal fölszerelte, s fenntartásáról gondoskodott. Mely gondoskodás határozott biztosítása írásban a nagy nevű alapító nagy nevű unokájától B. Henter Józseftől nyert, ki 1867.-i ápr. 2.-án kelt, s a megye levéltárába másolatban letett végrendeletében ezeket írja: A Csíkszentimrei kápolnát, mely alatti sírboltban  boldogult atyám, őseim nyugosznak, s hova az én poraimat is viendik, fenntartani s javítani Csíkszentimrei jószágom birtokosa tartozik.”
A templomban található egy szép régi szárnyas oltár részei, két nagy szárny. Ezeken nyolc nagy táblakép található. Ezek Szűz Mária életéből és Jézus Krisztus passziójából vett jelenetek. Szakértők szerint a 15. század végéről származnak. Ezeken kívül van még két nagyobb méretű táblakép, melyek egy másik szárnyas oltár részei lehettek, mert a méretei nem találnak a másik szárnyas oltár részeivel, de régebbiek és kivitelben is mások. Különben a táblafestészet legkorábbi emlékei a csíkszentimrei táblaképek.
A templom egy másik csodálatos értéke egy olajfestmény, mely “Fogadalmi kép” 1767-ből, és Stephanus Antal festette. A megfeszített Krisztus látható felül kis angyalkákkal és két oldalt, a kereszt mellett egy szép imádság az akkor beszélt magyar nyelven.
Dr. Jancsó Benedek és Vofkori László által talált források szerint Csíkszentimrén a 13. században már román stílusú templom állott. És természetes is, mert a Bethlen-lustra szerint (1614) Gyergyószentmiklós és Csíkszentgyörgy után a harmadik legnépesebb település volt. Itt olvasható és érdekességként jegyzem le, hogy 1707-ben az osztrákok fosztották ki a falut. 1717-19-ben a pestis 404 áldozatot követelt. S míg más falvakban alig maradt túlélő, itt az életben maradottak száma 322 volt. Ennek emlékét a temető sarkánál elhelyezett kő emlékoszlop őrzi abból az időből.
- Henter-kúria. A falu déli kijáratánál, a Kúria dombon, a mai Bedecs (régen Tenkeszeg) területén látható, siralmas állapotban. A kőoszlopokon nyugvó, portikusszal ellátott, téglalap alakú, barokk-reneszánsz épületet a Henter bárók építették  feltehetően 1693-ban. A 18. század elején itt gyilkolták meg báró Henter Ádámot. 1764-ben Csíkszék főemberei itt tették le a hűségesküt a császárnak. Az 1900-as évek elején e kúria falai alatt lázadt fel a falu szegénysége a birtokarányosítási ügyletek ellen. 1944 óta iskola és kultúrotthon, most rom.
- A Bánya- és Vermes-patakok forrásvidéke borvizes, lápos terület.
- A falu nevezetessége a Büdös-fürdő vagy Szentimrefürdő a falutól nyugatra 13 km-re a Déli-Hargitában, a Büdös-hegy nyugati oldalában fekszik. Kénes-szén-dioxidos borvízforrások táplálják, ezért jellegzetes záptojásszaga van.

Értékes műemléke még a községnek a Henter-kúria, amelynek különösen a lépcsős portikusza szép. Négyszögletes kőoszlopai reneszánsz díszítésűek.

## A település ismert személyiségei
- B. Henter Ádám
- B. Henter József
- Csató János pap-tanár
- Farczádi Dr. Sándor László, Budapest királyi főkapitánya
- Kristó Tibor író, költő
- Itt született 1873-ban Betegh Lajos magyar bakteriológus
- Itt született 1877-ban Bálint Vilmos római katolikus lelkész (Ákosfalva, Csíkszenttamás, Csíkkozmás), népművelő

## Csíkszentimrei Kálmán fizikus
- Kovács Balázs esperes, plébános
- Itt született 1892-ben Veress Ernő római katolikus pap, egyházi író.
- Itt született 1959-ben Tánczos Vilmos néprajzkutató.

## Nemes családok
- Dienes (csíkszentimrei). Lófőséget II. Rákóczy Györgytől 1653. febr. 12. D. Balázs nyert. (Gyfv. LR. XXVI/131.)
- Dobordán (csíkszentimrei). Nemességet 1655. jul. 7. D. Márton nyert. (LR. XXVI/605.)
- Bak (csíkszentimrei). Székely család; lófőséget II. Rákóczy Györgytől 1655. decz. 23. B. Ferencz, János, Mátyás és Péter kaptak (Gyfv. LR. XXVI/586.)
- Antal (csíkszentimrei). Czímeres nemeslevelet 1762. decz. 22. A. János, István; Jánosnak felesége, Bede Judittól született gyermekei: István (ennek feleségétől, Benedek Rebekától szül. leánya, Rebeka), Erzse, Kata, Klára; István s felesége, Thamási Máriától szül. gyermekei István, Anna, Zsuzsánna és Borbála kaptak (LR. erd. X/712.) – Czímer: kék paizsban faágakból készített fészekben ülő pelikán fiait vérével eteti;  sisakdísz: két fekete sasszárny között könyöklő vörös ruhás kar kardot tart; takarók: kék-ezüst, vörös-arany (NIf. I/192.) – Vö. Siebm. 14.
- György (alias Györffy, csíkszentimrei) Nemessége Torontálmegye 1827. aug. 6. kelt bizonyságlevele alapján 1628. jan. 21. Temesmegyében hirdettetett ki. – Vö. Lendv. II/151.
- Fodor Elek 1867–1872. középszolnoki (szilágycsehi járás) szolgabíró, ardói birtokos, kir. tanácsos. Atyja, (Csíkszentimrei) István, Dobokából jött vármegyénkbe.
- FODOR de Szentimre. 1627. Gyfvári kpt. 13. L.  Reg. 55.
- KOVÁCS de Csík-Szentimre. 1655. Gyfvári kpt. 26. L. Reg. 586.

## Testvértelepülés
- Tura (1992 óta)[2]
- Balatonberény (1993 óta)[3]